# Belgisch Designer van het Jaar
Belgisch Designer van het Jaar is een jaarlijkse prijs voor een Belgisch designer. De prijs is een initiatief van de Interieurstichting en wordt toegekend in samenwerking met Knack Weekend en Weekend Le Vif.

## Lijst van winnaars
- 2006 - Alain Berteau
- 2007 - Nedda El-Asmar
- 2008 - Stefan Schöning
- 2009 - Sylvain Willenz
- 2010 - Bram Boo[1]
- 2011 - Nathalie Dewez
- 2012 - Alain Gilles[2]
- 2013 - Jean-François D'Or[3]
- 2014 - Marina Bautier
- 2015 - Muller Van Severen[4]
- 2016 - Vincent Van Duysen[5]
- 2017 - Unfold - Claire Warnier & Dries Verbruggen[6]
- 2018 - Frederik Delbart[7]
- 2019 - Linde Freya Tangelder (Destroyers/Builders)
- 2020 - Sep Verboom
- 2021 - Sebastien Caporusso
- 2022 - Studio Biskt - Charlotte Gigan & Martin Duchêne
- 2023 - Julien Renault